# Anomala dasypyga
Anomala dasypyga är en skalbaggsart som beskrevs av Hermann Burmeister 1844. Anomala dasypyga ingår i släktet Anomala och familjen Rutelidae. Inga underarter finns listade i Catalogue of Life.